# Nasridi
I Nasridi (in arabo بنو نصر, banū Naṣr oppure بنو الأحمر, banū al-Aḥmar; in spagnolo Nazarí) furono una dinastia sultanale, l'ultima musulmana a sopravvivere in Spagna. Sorta dalla sconfitta della dinastia degli Almohadi dopo la battaglia di Las Navas de Tolosa del 1212, resse il Sultanato di Granada, governando parte dell'attuale Andalusia dal 1237 al 1492.

Sultanato di Granada.

## Storia
Fondato da Muhammad ibn Nasr esso comprendeva le attuali province di Granada, Malaga e Almería e si estendeva per circa 240 miglia da Tarifa a ovest sino ad Almería a est. Fin dalla sua fondazione, il Sultanato di Granada fu uno Stato vassallo del sovrano di Castiglia Ferdinando III, scelta seguita dagli altri piccoli Stati sorti dal crollo della dinastia degli Almohadi.

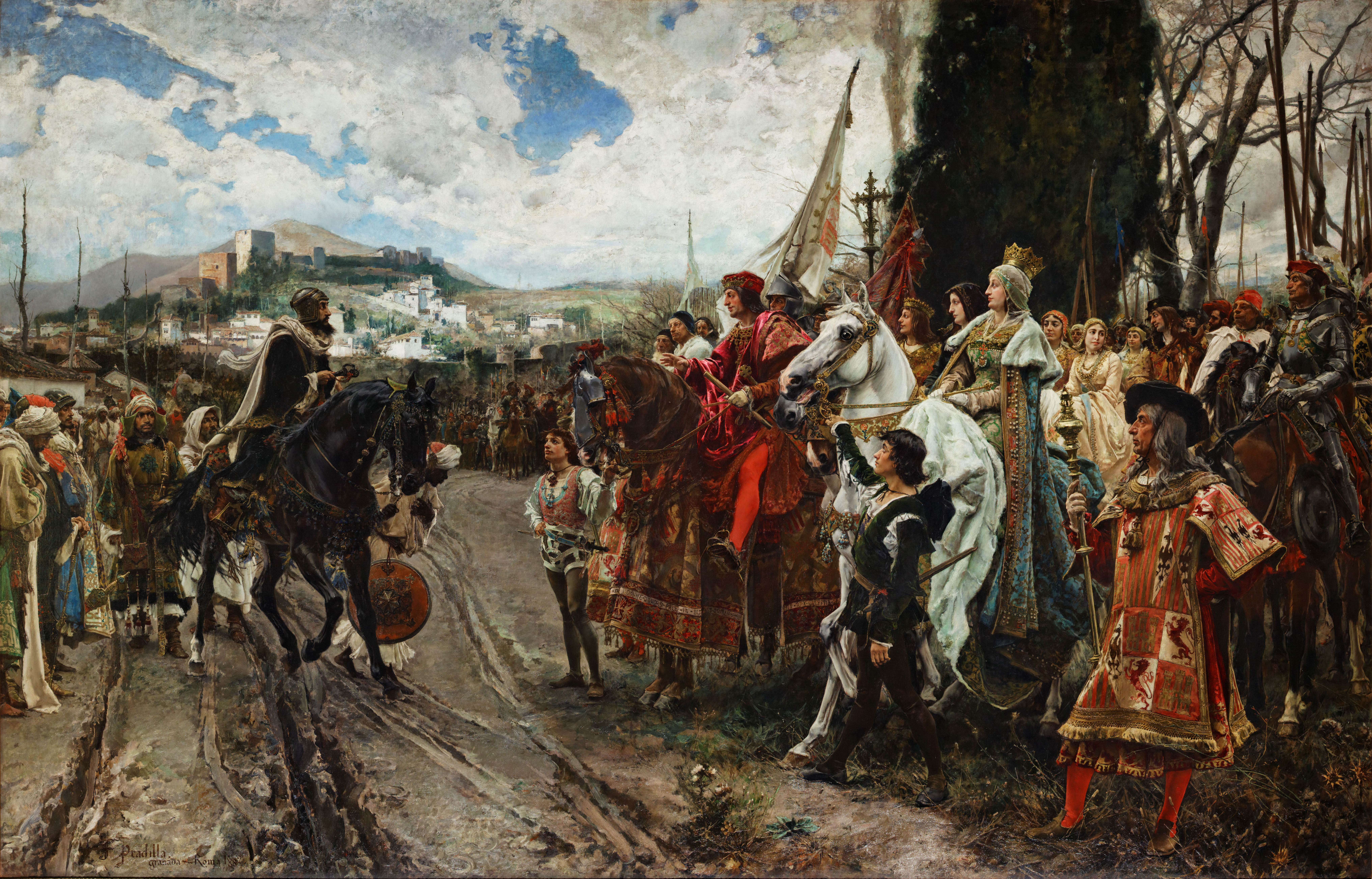
La resa di Granada di Francisco Pradilla Ortiz

Tuttavia, mentre nel corso degli anni gli Stati musulmani vassalli incominciarono a scomparire per essere sostituiti da nuove realtà politiche governate da sovrani cristiani, quello di Granada fu l'ultimo Stato islamico a sopravvivere per lungo tempo nella penisola Iberica.

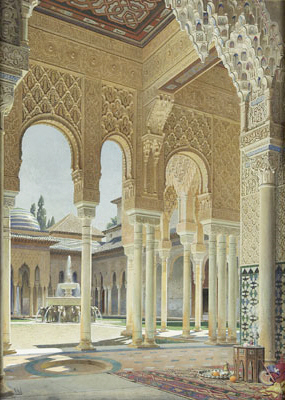
Particolare del Patio dei Leoni del complesso architettonico dell'Alhambra, costruito sotto il dominio della dinastia dei Nasridi.

Una delle ragioni plausibili per spiegare questa prolungata esistenza all'interno di una realtà politica ormai fortemente ispirata dalla causa della Reconquista può essere la totale fedeltà del piccolo Sultanato musulmano nei confronti del regno di Castiglia, fedeltà comprovata dal pieno sostegno durante le campagne militari per la conquista di Siviglia e delle altre città lungo il corso del Guadalquivir.
L'autonomia politica del Sultanato di Granada è comprovata dal fatto che essa divenne un porto franco e un luogo di rifugio per tutti i fuggiaschi musulmani di Spagna, nonché dal fatto che fu sempre molto forte il suo sostegno alla religione islamica, diventando un caposaldo e un centro nevralgico per la cultura araba d'occidente. Nonostante la rivalità con la dinastia Merinide del Marocco per il controllo sullo stretto di Gibilterra, i due Stati musulmani furono ben presto costretti a stringere una forzata alleanza per contrastare la ormai inesorabile espansione territoriale cristiana in territorio arabo; questa alleanza però non ebbe i frutti sperati e fu definitivamente sbaragliata con la pesante sconfitta nella battaglia del rio Salado del 1340.

Fu nel XV secolo che la dinastia Nasride incominciò il suo periodo di decadenza, quando il Sultanato di Granada cominciò a soffrire di pesanti e gravi divisioni interne e da conseguenti lotte intestine. L'evento che sancì definitivamente la fine del Sultanato fu il matrimonio tra Ferdinando II d'Aragona e Isabella di Castiglia nel 1469 con il quale si diede vita alla fusione tra le due più potenti realtà politiche della Spagna. Fu così che nel 1492 il Sultanato di Granada finì e venne ufficialmente consegnato ai sovrani spagnoli per mano del sultano Boabdil di Granada (Abū ʿAbd Allāh), al quale fu concesso di restare signore di Mondùjar e della regione montuosa delle Alpujarras e che circa un anno dopo partì definitivamente per il Maghreb al-Aqsa, abbandonando per sempre il territorio spagnolo.

## Elenco dei sultani di Granada
I sultani nasridi furono:
1. Abū ʿAbd Allāh Muhammad I al-Ghālib bi-llāh, ossia "Il vincitore per opera di Dio": 1232-73. A Granada regnò nel periodo 1237-73.
2. Abū ʿAbd Allāh Muḥammad II al-Faqīh; 1273-1302.
3. Abū ʿAbd Allāh Muhammad III al-Makhlūʿ: 1302-9.
4. Abū l-Juyūsh Naṣr: 1309-14.
5. Abū l-Walīd Ismāʿīl I: 1314-25.
6. Abū ʿAbd Allāh Muhammad IV: 1325-33
7. Abū l-Hajjāj Yūsuf I al-Muʾayyad bi-llāh: 1333-54.
8. Abū ʿAbd Allāh Muhammad V al-Ghanī bi-llāh: 755-60/1354-9 (conteso con successo da Ismāʿīl II e Muhammad VI) e 1362-91.
9. Abū l-Walīd Ismāʿīl II: 1359-60.
10. Abū ʿAbd Allāh Muhammad VI al-Ghālib bi-llāh, noto ai Castigliani come el Bermejo, "Il Rosso" o "el rey Bermejo" ("Il Re Rosso"): 1360-2.
11. Abū l-Hajjāj Yūsuf II al-Mustaghnī bi-llāh: 1391-2.
12. Abū ʿAbd Allāh Muhammad VII: 1392-1408.
13. Abū l-Hajjāj Yūsuf III al-Nāsir li-Dīn Allāh: 1408-17.
14. Abū ʿAbd Allāh Muhammad VIII al-Mutamassik (al-Ṣaghīr/el Pequeño, "il Piccolino"): 1417-9 (conteso con successo da Muhammad IX) e 1427-9.
15. Abū ʿAbd Allāh Muhammad IX al-Ghālib bi-llāh (al-Aysar/el Zurdo "Il Mancino"): (1) 1419-27 (conteso con successo da Muhammad VIII); (2) 1430-1 (conteso con successo da Yūsuf IV); (3) 1432-45 (conteso con successo da Muhammad X); (4) 1447-53.
16. Abū l-Hajjāj Yūsuf IV (Ibn al-Mawl/Abenalmao): 1431-2.
17. Abū ʿAbd Allāh Muhammad X (al-Ahnaf/el Cojo "Lo Zoppo"): gennaio-giugno 1445 (conteso con successo da Yūsuf V) e 1446-7.
18. Yūsuf V ibn Ahmad/Ibn Ismāʿīl (Aben Ismael): 1445-6 (conteso con successo da Muhammad X) e da settembre a dicembre del 1462.
19. Muhammad XI (el Chiquito "Il piccolino"): 1451-5 (congiuntamente a Muhammad IX fino alla morte di questi nel 1453, poi in lotta con Saʿd da metà del 1454 a metà del 1455).
20. Abū Naṣr Saʿd al-Mustaʿīn bi-llāh (Ciriza ossia, Sīdī Saʿd/Mulay Zad): 1454-64 (in lotta con Yūsuf V nel 1462-3).
21. Abū l-Ḥasan ʿAlī (Mulay Hacen): 1464-82 (conteso con successo da Muhammad XII nel solo luglio 1482) e 1482-58/87-90
22. Abū ʿAbd Allāh Muhammad XII (Boabdil): 1482-5 e 1486-92.
23. Muhammad XIII ib Saʿd (al-Zaghal "Il Coraggioso"), 1485 (partito per il Maghreb nel 1486).